# Edvin Lundgren
Edvin Lundgren, född 14 juni 1892 i Blentarps församling, Malmöhus län, död 1968, var en svensk bokhandlare.
Lundgren, som var son till handlaren August Lundgren och Anna Ohlsson, började som bokhandelsmedhjälpare i Magnus Falkmans bokhandel i Malmö 1909, var volontär i F. Volckmars Buchhandel i Leipzig 1916, anställd i Göteborg, Lund och Kalmar 1917–1919, föreståndare för svenska avdelningen i AB A. Wennergrens bokhandel i Stockholm 1920 och verkställande direktör i AB Edvin Lundgrens bokhandel i Malmö från 1921. Han var styrelseledamot i Svenska bokhandlareföreningens Skånekrets och i Malmö stadsbibliotek.